# 건무 (동진)
건무(建武)는 중국 동진(東晉) 진왕(晉王, 원제) 사마예(司馬睿)의 연호이다. 317년 3월에서 318년 3월까지 1년 1개월 동안 사용하였다. 서진(西晉)이 멸망한 이후 낭야왕(琅邪王) 사마예는 건강(建康)을 근거지로 하여 동진을 세웠으며 개원하여 건무라고 하였다. 그러나 건무 연간에는 아직 황제에 즉위하지 않은 채 진왕을 자칭하였다.
같은 시기에 사용된 다른 연호로는 성한(成漢)에서 사용한 옥형(玉衡 : 311년 ~ 334년), 전조(前趙)에서 사용한 인가(麟嘉 : 316년 ~ 318년), 전량(前凉)에서 사용한 건흥(建興 : 313년 ~ 361년)이 있다.

## 개원
서진(西晉) 건흥(建興) 5년 3월 9일(317년 4월 6일)에 진왕으로 칭한 후 연호를 건무(建武)로 건원함.

## 연대대조표
| 건무                | 원년           | 2년        |
| 서력                | 317년          | 318년      |
| 육십간지 (六十干支) | 정축(丁丑)     | 무인(戊寅) |
| 성한 (成漢)         | 옥형(玉衡) 7년 | 8년        |
| 전조 (前趙)         | 인가(麟嘉) 2년 | 3년        |
| 전량 (前凉)         | 건흥(建興) 5년 | 6년        |

## 삭일(1일)
| 건무 원년 (317년) | 1월             | 2월             | 3월             | 4월             | 5월             | 6월             | 7월             | 윤7월           | 8월             | 9월             | 10월            | 11월            | 12월            |
| ----------------- | --------------- | --------------- | --------------- | --------------- | --------------- | --------------- | --------------- | --------------- | --------------- | --------------- | --------------- | --------------- | --------------- |
| 삭일(음력)        | 갑신일 (甲申日) | 갑인일 (甲寅日) | 계미일 (癸未日) | 계축일 (癸丑日) | 임오일 (壬午日) | 임자일 (壬子日) | 신사일 (辛巳日) | 신해일 (辛亥日) | 경진일 (庚辰日) | 경술일 (庚戌日) | 기묘일 (己卯日) | 기유일 (己酉日) | 기묘일 (己卯日) |
| 율리우스력        | 317년 1월 29일  | 2월 28일        | 3월 29일        | 4월 28일        | 5월 27일        | 6월 26일        | 7월 25일        | 8월 24일        | 9월 22일        | 10월 22일       | 11월 20일       | 12월 20일       | 318년 1월 19일  |
| 건무 2년 (318년)  | 1월             | 2월             | 3월             | 4월             | 5월             | 6월             | 7월             | 8월             | 9월             | 10월            | 11월            | 12월            |                 |
| 삭일(음력)        | 무신일 (戊申日) | 무인일 (戊寅日) | 정미일 (丁未日) | 정축일 (丁丑日) | 병오일 (丙午日) | 병자일 (丙子日) | 을사일 (乙巳日) | 을해일 (乙亥日) | 갑진일 (甲辰日) | 갑술일 (甲戌日) | 계묘일 (癸卯日) | 계유일 (癸酉日) |                 |
| 율리우스력        | 318년 2월 17일  | 3월 19일        | 4월 17일        | 5월 17일        | 6월 15일        | 7월 15일        | 8월 13일        | 9월 12일        | 10월 11일       | 11월 10일       | 12월 9일        | 319년 1월 8일   |                 |

## 같이 보기
- 다른 왕조의 같은 연호
  - 후한(後漢) 건무(25년 ~ 56년)
  - 서진(西晉) 건무(304년)
  - 후조(後趙) 건무(335년 ~ 348년)
  - 서연(西燕) 건무(386년)
  - 제(齊) 건무(494년 ~ 498년)

- 중국의 연호